# Bibliotheca Philosophica Hermetica

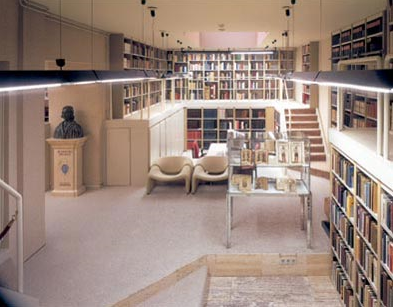
Bibliotheca Philosophica Hermetica in der Bloemstraat

Die Bibliotheca Philosophica Hermetica (auch The Ritman Library) ist eine öffentlich zugängliche Spezialbibliothek in Amsterdam in den Niederlanden. Sie besitzt die weltweit größte Sammlung von Manuskripten und gedruckten Büchern, die für die hermetische Tradition relevant sind.
Die Bibliothek entstand aus der privaten Sammlung des niederländischen Kaufmanns Joost Ritman und wurde im Jahr 1984 mit dem Ziel gegründet, das mit der hermetischen Philosophie in Verbindung stehende Kulturerbe zu dokumentieren. Ein Sammlungsschwerpunkt neben Alchemie und Hermetik ist die Christliche Mystik mit besonderem Augenmerk auf Meister Eckhart und Jakob Böhme, auch Schriften der Rosenkreuzer und der Manichäer sind Bestandteil der Sammlung ebenso wie anthroposophische und theosophische Texte. Die Bibliothek verfügt heute über mehr als 22.000 Bücher: davon rund 700 Manuskripte, davon 85 aus der Zeit vor 1550, ca. 5000 Bücher aus Zeit vor 1800 und rund 17.000 Bücher aus der Zeit nach 1800.
In der Bibliothek wurden mehrfach Ausstellungen gezeigt. Der Bibliothek ist das Ritman Research Institute und eine Verlagsabteilung angeschlossen. Der niederländische Psychologe Willem Levelt war Mitglied des „Boards“ der Bibliothek. Leiter des Instituts war Carlos Gilly.

## Partnerschaften mit anderen Bibliotheken
Durch Partnerschaften mit anderen Bibliotheken konnten mehrfach Ausstellungen realisiert werden und ursprünglich niederländische Bücher, die durch den Zweiten Weltkrieg nach Russland gelangt waren, zurückgegeben werden. Im Jahr 1992 wurden durch Vermittlung der Ritman-Bibliothek aus der russischen „Rudomino-Bibliothek für fremdsprachige Literatur“ (VGBIL) Buchbestände in die Niederlande zurückgeführt, die durch den Zweiten Weltkrieg nach Russland gekommen waren. Die zurückgekehrten Bücher wurden in der Universitäts-Bibliothek der Amsterdamer Universität ausgestellt. Einige Bücher aus diesem Bestand wurden ihren Besitzern zurückgegeben. Die Bibliothek kooperierte noch mehrfach mit der Rudomino-Bibliothek, 2006 wurde ein Vertrag über eine Zusammenarbeit geschlossen. Die Bibliothek hat in der Zeit ihres Bestehens mehrere Tagungen veranstaltet oder mitveranstaltet.
Andere europäische Bibliotheken, mit denen eine Zusammenarbeit besteht, sind die Herzog August Bibliothek in Wolfenbüttel, die Biblioteca Medicea Laurenziana in Florenz und die Biblioteca Nazionale Marciana in Venedig.

## Schließung 2010 und Wiedereröffnung 2011
Im Dezember 2010 wurde die Bibliothek zunächst geschlossen, da die niederländische Friesland-Bank sich mit dem Eigentümer J.R.Ritman um einen Kredit von 15 Millionen Euro stritt. Bereits zuvor hatte der niederländische Staat einen Anteil von 40 % an der Bibliothek übernommen und sie zu einem niederländischen Kulturgut erklärt. Im Dezember 2011 wurde die Bibliothek wieder eröffnet, nachdem die finanziellen Probleme geklärt worden waren, unter anderem durch den Verkauf von etwa 350 wertvollen Exemplaren, hauptsächlich Inkunabeln.

## Schriften der The Ritman Library (Auswahl)
- Cis van Heertum, José Bouman: Göttliche Weisheit – Göttliche Natur. Die Botschaft der Rosenkreuzer-Manifeste in der Bildsprache des 17. Jahrhunderts. Amsterdam 2016, ISBN 978-90-716-08-37-7.
- Cis van Heertum (Hrsg.): Libertas philosophandi. Spinoza als gids voor een vrije wereld. (Asclepiusreeks 1). Amsterdam 2009 (1st ed. 2008), ISBN 978-90-71608-26-1.
- Theodor Harmsen: Der magische Schriftsteller Gustav Meyrink, seine Freunde und sein Werk beleuchtet anhand eines Rundgangs durch die Meyrink-Sammlung der Bibliotheca Philosophica Hermetica Amsterdam, unter Verwendung weiterer Sammlungen (Pimander. Texts and Studies published by the Bibliotheca Philosophica Hermetica 17), Amsterdam 2009, ISBN 978-90-71608-25-4.
- Theodor Harmsen (Hrsg.): Jacob Böhmes Weg in die Welt (Pimander Texts and Studies published by the Bibliotheca Philosophica Hermetica 16), Amsterdam 2007, ISBN 978-3-7728-2446-3.
- Helen C. Wüstefeld, Anne S. Korteweg: Sleutel tot licht. Getijdenboeken in de Bibliotheca Philosophica Hermetica (Asclepiusreeks 2), Amsterdam 2009, ISBN 978-90-71608-28-5.